# Xe tăng hạng nặng M103
Xe tăng hạng nặng M103 phục vụ trong Lục quân Hoa Kỳ và Thủy quân lục chiến Hoa Kỳ trong Chiến tranh Lạnh. Cho đến khi M1 Abrams được phát triển trong giữa những năm 1970, nó là xe tăng bọc giáp dày nhất và nặng nề nhất từng phục vụ trong quân đội Mỹ. M103 được sản xuất tại nhà máy xe tăng Detroit Arsenal và các đơn vị đầu tiên được đưa vào sử dụng vào năm 1957. Những chiếc M103 cuối cùng đã ngưng phục vụ vào năm 1974.

## Thiết kế và phát triển
Cũng giống như các xe tăng Conqueror của Anh thời đó, M103 được thiết kế để chống lại các tăng hạng nặng của Liên Xô như xe tăng IS nếu chiến tranh thế giới thứ II đã nổ ra. Pháo 120mm của nó được thiết kế để đánh xe tăng địch ở khoảng cách rất xa. Năm 1953-1954, một loạt 300 xe tăng, ban đầu được dặt tên là T43E1, được sản xuất bởi Chrysler tại nhà máy Newark. Trong quá trình thử nghiệm không đạt yêu cầu, và những chiếc xe tăng này được đưa thẳng vào kho trong tháng 8 năm 1955. Sau khi khuyến nghị cải tiến, vào ngày 26 tháng 4 năm 1956 chúng được đặt tên lại là xe tăng hạng nặng M103. Trong số 300 chiếc T43E1 được sản xuất, 80 được đưa đến Lục quân Mỹ (74 trong số đó được nâng cấp thành M103 tiêu chuẩn), và 220 chiếc đã được chấp thuận bởi Thủy quân lục chiến Hoa Kỳ, được sử dụng để hỗ trợ bộ binh, và được nâng cấp lại để thành M103A1, M103A2 tiêu chuẩn.
Các phiên bản kế tiếp của M103 chia sẻ nhiều thành phần với M47 và M48 và M60 Patton, trong đó ngoại trừ M60 (một chiếc xe tăng chiến đấu chủ lực) đã được xem xét 90 mm gun (trung bình) xe tăng. Xích, trục lăn và các yếu tố hệ thống treo là như nhau, với một số sửa đổi để đưa vào chịu được trọng lượng lớn hơn. Động cơ và truyền dẫn không bao giờ đủ để cung cấp thêm sức mạnh cần thiết cho trọng lượng lớn của M103, và kết quả là, chiếc xe tăng đã tương đối đủ mạnh với hệ thống ổ đĩa xích tương đối là mong manh.
Tháp pháo của M103 lớn hơn M48 hoặc M60 để nhường chỗ cho súng 120 mm rất lớn và hai nạp đạn viên cho nó, ngoài xạ thủ và chỉ huy. Người lái xe ngồi trong thân. Khẩu súng có khả năng của nâng độ cao từ 15 đến -8 độ.

## Phục vụ
Ở châu Âu, quân đội Mỹ cũng đã triển khai một tiểu đoàn xe tăng hạng nặng từ tháng 1 năm 1958, ban đầu được giao cho trung đoàn thiết giáp số 899, sau đó chuyển lại cho trung đoàn thiết giáp số 33. Cách triển khai xe tăng hạng nặng của quân đội Mỹ khác với các đơn vị thiết giáp khác, đã được tổ chức thành bốn đại đội xe tăng, bao gồm sáu trung đội mỗi đại đội, trong đó mỗi trung đội có 3 chiếc M103, cho tổng cộng 18 xe tăng cho mỗi đại đội. Tiêu chuẩn thiết giáp lục quân Mỹ vào thời điểm đó đã có ba đại đội mỗi tiểu đoàn, mỗi với 3-5 tăng một trung đội, với 17 xe tăng cho mỗi đại đội (Hai chiếc còn ở chỉ huy). Thủy quân lục chiến Hoa Kỳ chỉ định một M103 cho mỗi đại đội cho 3 tiểu đoàn xe tăng, bao gồm cả các đơn vị dự bị.
Trong khi Lục quân Mỹ ngừng hoạt động các đơn vị thiết giáp hạng nặng của mình với việc tiếp nhận xe tăng chiến đấu chủ lực M60 vào năm 1963, M103 chỉ còn phục vụ trong Thủy quân lục chiến Hoa Kỳ cho đến khi họ bắt đầu nhận các xe tăng chiến đấu chủ M60. Với sự biến mất của xe tăng hạng nặng từ lực lượng Hoa Kỳ đã chấp nhận hoàn toàn của xe tăng chiến đấu chủ lực năm 1960 cho quân đội Mỹ, và năm 1973 cho Lục quân Hoa Kỳ.
Đạn cho pháo M68 của M103 bao gồm:
- APBC-T M358 Shot
- HEAT-T M469 Shell
- HE-T M356 Shell
- TP-T M359E2 Shot

## Biến thể
- T43E1 1953. 300 được sản xuất.
- M103 1957. 74 chiếc được chuyển đổi.
- M103A1 1959. 219 chiếc được chuyển đổi và nâng cấp. Hệ thống ngắm mới (Steroscopic T52) và hệ thống kiểm soát máy tính T33. Gỡ bỏ một súng máy đồng trục. Tháp pháo mới với hệ thống điện.
- M103A2 1964. 153 chiếc được chuyển đổi hoặc nâng cấp. Động cơ diesel 750 mã lực (559 kW) từ xe tăng M60, tăng phạm vi hoạt động lên 480 km và tốc độ tối đa lên 37 km/h.

## Các nước sử dụng
- Hoa Kỳ - 300. loại bỏ khỏi biên chế từ năm 1974.

## Các chiếc còn lại
phải|nhỏ|M103 at Ft. Lewis
There are several M103s in existence including the late M103A2 version.
- Range 408A, Camp Pendleton, CA.
- Aberdeen Proving Ground, Maryland, Mỹ,
- Radcliff, Kentucky (M103)
- Shively, Kentucky (M103A2)
- Fort Lewis, Washington (M103)
- Fort McClellan, Anniston, Alabama (M103A2)
- Bảo tàng bộ binh 45, Oklahoma City, Oklahoma (M103A2)
- Trung tâm Lực lượng vũ trang, Syracuse, New York (M103A2)
- Credit Island Park, Davenport, Iowa (M103)
- Military Vehicle Technology Foundation in Portola Valley, California (M103A2)
- Bảo tàng sư đoàn thiết giáp số 4, Fort Hood, Texas (M103)
- Bảo tàng cơ giới Thủy quân lục chiến, Camp Pendleton, CA
- Pioneer Park, Nacogdoches, TX
- Euclid City Hall, E. 222nd Street. Euclid, Ohio
- Heritage Center of the Yuma Proving Ground, Yuma AZ
- Dugway Proving Ground, UT, M103 hulk for testing
- VFW in Anniston, Alabama
- Bảo tàng tăng thiết giáp Bovington, UK
- Bảo tàng thiết giáp Hoa Kỳ, Danville, Virginia
- U.S. Army Tank-automotive and Armaments Command (TACOM), Warren, Michigan
- Camp Shelby, Mississippi (M103)
- National Armor & Cavalry Museum, Fort Benning GA (M-103A2 & T-43)